# Benigno Pendás García
Benigno Pendás García (Barcelona, 17 de abril de 1956) es un historiador de las Ideas y jurista español, catedrático de Ciencia Política de la Universidad CEU San Pablo, Consejero de Estado, académico (desde 2014) y presidente (desde 2022) de la Real Academia de Ciencias Morales y Políticas (RACMYP).

## Biografía
Nacido en Barcelona pero vinculado a Asturias, es doctor en Ciencias Políticas y abogado por la Universidad Complutense de Madrid. Es Catedrático de Ciencia Política de la Universidad CEU San Pablo, donde ha dirigido su Instituto de Estudios de la Democracia.
Desde 1981 es letrado de las Cortes Generales, ha sido Jefe de la Asesoría Jurídica del Senado de España. Políticamente ha sido director general de Bellas Artes (1996-2000) bajo el gobierno de José María Aznar. También ha ejercido de patrono del Museo del Prado, del Museo Reina Sofía y vocal del Consejo de Administración de Patrimonio Nacional; y perteneció al consejo científico del Real Instituto Elcano. Ha escrito numerosos artículos en ABC (entre ellos cerca de 200 en la Tercera) y El País y ha sido jurado durante veinte ediciones del Premio Príncipe/Princesa de Asturias.
Fue director del Centro de Estudios Políticos y Constitucionales (febrero de 2012- julio de 2018). En 2013 el gobierno de Mariano Rajoy le encargó un informe para frenar el estado de desconfianza que la política despierta en la ciudadanía. Se mostró contrario a la modificación tanto de la Ley Electoral como de la Constitución Española de 1978 por considerarla inconveniente e inoportuna. En 2014 ingresó en la Real Academia de Ciencias Morales y Políticas. En 2015 ganó el Premio Internacional de Ensayo Jovellanos por su ensayo Democracias inquietas. Una defensa activa de la España constitucional.
Es presidente de la Real Academia de Ciencias Morales y Políticas (2022), y Presidente del Instituto de España (octubre de 2022).

## Obras
- Las paradojas de la libertad. España, desde la Tercera de ABC Tecnos, 2010. ISBN 978-84-309-5078-2
- Teorías políticas para el siglo XXI Madrid : Síntesis, 2007. ISBN 978-84-9756-532-5
- Teorías políticas de la edad media / Otto von Gierke (ed. de F.W. Maitland), estudio preliminar de Benigno Pendás, Centro de Estudios Constitucionales, 1995. ISBN 84-259-0998-8
- Propiedad intelectual con Piedad García-Escudero Márquez, Barcelona [etc. : Praxis [etc., D.L. 1989. ISBN 84-7197-155-0
- Jeremy Bentham: política y derecho en los orígenes del Estado constitucional, Centro de Estudios Constitucionales, 1988. ISBN 84-259-0779-9
- El nuevo régimen jurídico del patrimonio histórico español, con Piedad García-Escudero Márquez, Ministerio de Cultura, 1986. ISBN 84-505-3881-5
- El nuevo régimen local español: estudio sistemático de la Ley 7/1985 de 2 de abril reguladora de las bases del Régimen Local, con Piedad García-Escudero Márquez, Barcelona : Praxis, 1985. ISBN 84-7197-068-6
- La ciudad de las Ideas: Grandeza y servidumbre de la moderación política [Discurso de ingreso leído en el acto de su recepción en la Real Academia de Ciencias Morales y Políticas; contestación de D. Miguel Herrero y Rodríguez de Miñón], Real Academia de Ciencias Morales y Políticas, 2014. ISBN 978-84-7296-354-2
- Democracias inquietas: una defensa activa de la España constitucional, Nobel, 2015. ISBN 978-84-8459-695-0
- La sociedad menos injusta: estudios de Historia de las Ideas y Teoría de la Constitución, Iustel, 2019. ISBN 978-84-9890-366-9
- [Director] España constitucional (1978-2018). Trayectorias y perspectivas, 5 vol. Centro de Estudios Políticos y Constitucionales, 2018. ISBN 978-84-259-1760-8
- [Editor] Enciclopedia de las Ciencias Morales y Políticas para el siglo XXI. Ciencias Políticas y Jurídicas (con especial referencia a la sociedad pos-Covid-19), Real Academia de Ciencias Morales y Políticas : Boletín Oficial del Estado, 2020. ISBN 978-84-340-2667-4
- Biografía de la libertad (I): Renacimiento: nostalgia de la belleza, Tecnos, Madrid, 2022, 384 pp., ISBN 978-84-309-8644-6.[12]

## Distinciones
- Doctor honoris causa por la Universidad de Buenos Aires (24 de abril de 2025).[13][14]